# Linköpings FC
Maillots
Actualités
Le Linköpings Fotboll Club est un club suédois de football féminin fondé en 2003. Le club est financé et affilié au Linköpings HC.

## Histoire
Le club est créé en 2003. Un an après sa fondation, il évolue déjà en première division. Linköping devient une place forte du football féminin suédois, et remporte trois championnats et quatre coupes de Suède dans les années 2000 et 2010. En 2014, plusieurs joueuses qui deviendront des stars font partie de l'équipe, comme Fridolina Rolfö, Pernille Harder, Stina Blackstenius, Magdalena Eriksson ou Jéssica Silva.
En 2018, le club atteint les huitièmes de finale de Ligue des champions mais est éliminé par le Paris SG (0-2, 2-3).
En 2023, le club termine troisième du championnat. La saison suivante est plus compliquée avec une neuvième place décevante. Lors de la saison 2025, le club se retrouve à lutter pour le maintien. C'est alors la seule équipe de Damallsvenskan qui n'est pas affiliée à un club de football masculin.

## Palmarès
- Championnat de Suède (3)
  - Champion : 2009, 2016 et 2017.

- Coupe de Suède (5)
  - Vainqueur : 2006, 2008, 2009, 2014 et 2015
  - Finaliste : 2016

- Supercoupe de Suède (2)
  - Vainqueur : 2009 et 2010
  - Finaliste : 2007, 2015 et 2016